# Ґуркі (Отвоцький повіт)
Ґуркі (пол. Górki) — село в Польщі, у гміні Осецьк Отвоцького повіту Мазовецького воєводства.
Населення — 140 осіб (2011).
У 1975-1998 роках село належало до Седлецького воєводства.

## Демографія
Демографічна структура станом на 31 березня 2011 року:
|          | Загалом | Допрацездатний вік | Працездатний вік | Постпрацездатний вік |
| -------- | ------- | ------------------ | ---------------- | -------------------- |
| Чоловіки | 70      | 14                 | 45               | 11                   |
| Жінки    | 70      | 12                 | 33               | 25                   |
| Разом    | 140     | 26                 | 78               | 36                   |